# Albert Krauss
Albert Krauss es un deportista que compitió para Checoslovaquia, Austria y RFA en luge en las modalidades individual y doble. Ganó cinco medallas en el Campeonato Europeo de Luge entre los años 1934 y 1955.

## Palmarés internacional
| Representando a Checoslovaquia |                              |                   |            |
| Campeonato Europeo             |                              |                   |            |
| Año                            | Lugar                        | Medalla           | Prueba     |
| 1934                           | Ilmenau (Alemania)           | Medalla de bronce | Doble      |
| 1937                           | Oslo (Noruega)               | Medalla de bronce | Doble      |
| 1939                           | Reichenberg (Alemania)       | Medalla de bronce | Doble      |
| Representando a Austria        |                              |                   |            |
| Campeonato Europeo             |                              |                   |            |
| Año                            | Lugar                        | Medalla           | Prueba     |
| 1952                           | Garmisch-Partenkirchen (RFA) | Medalla de bronce | Individual |
| Representando a la RFA         |                              |                   |            |
| Campeonato Europeo             |                              |                   |            |
| Año                            | Lugar                        | Medalla           | Prueba     |
| 1955                           | Hahnenklee (RFA)             | Medalla de plata  | Individual |